# 逐字稿
逐字稿通常應用於學術研究中的訪談、或是需要將演講內容完整保留時。一般會先錄音，再請專人將錄音檔逐字打成電子檔或逐字書寫成文字，即為逐字稿。
逐字稿也可指在准备演讲时，将要说的每句话都逐字准备。这样做可精确控制内容和时间，但也限制了即兴发挥的程度。